# Villaliv
Villalivet är tidning för småhusägare som delas ut gratis elva gånger per år till samtliga villahushåll i Sverige och har en upplaga på 2 132 200 exemplar. Tidningen erbjuder bl.a. recept, korsord, tävlingar, och intervjuer med olika kändisar.